# Finn Christoph Stroeks
Finn Christoph Stroeks (* 11. Juni 1985 in Düsseldorf) ist ein deutscher Drehbuchautor. Außerdem ist er als Rapper unter dem Pseudonym Bobby Fletcher aktiv.
Stroeks wuchs in Düsseldorf auf und besuchte die dortige Waldorfschule, wo er bereits durch schauspielerische und schriftstellerische Talente auf sich aufmerksam machte. Nach seinem Schulabschluss absolvierte Stroeks zunächst eine Ausbildung zum Gesundheits- und Krankenpfleger an den Sana Kliniken in Düsseldorf. Im Anschluss studierte er Dramaturgie und Screenwriting an der ifs Internationale Filmschule Köln. Seit September 2014 ist er für Pantaleon Films tätig.

## Filmografie (Auswahl)
- 2012: Bis Zum Letzten Schluck (Kurzfilm)
- 2013: Ungeschminkt (Kurzfilm)
- 2015: Der Nanny (mit Murmel Clausen und Lucy Astner)
- 2018: Vielmachglas
- 2023: Trauzeugen

## Auszeichnungen
- 2013: Deutscher Webvideopreis Gewinner Bestes Werbevideo „Mad Thieves“
- 2013: Tatort Eifel 2. Platz Bester Kurzfilm „Bis zum letzten Schluck“